# Venlo
Venlo este un oraș în sud-estul Țărilor de Jos, în provincia Limburg, fost oraș component al Ligii Hanseatice.
Orașul are actualmente o populație de peste 100.000 locuitori, iar importanța sa istorică a fost dată de localizarea sa pe malul fluviului Meuse.

## Localități componente
Comuna Venlo conține și următoarele localități: Blerick, Tegelen, Belfeld.